# Талдыапанский сельский округ
Талдыапанский сельский округ — административно-территориальное образование в Казталовском районе Западно-Казахстанской области.

## Административное устройство
1. село Талдыапан
2. село Бейистерек
3. село Кайшакудук
4. село Кособа
5. село Сарыкудук